# 斯文·安德松 (1963年)
斯文·安德松（瑞典語：Sven Andersson，1963年10月6日—），瑞典男子足球运动员，场上位置是守门员。他曾代表瑞典国家队参加1990年国际足联世界杯。他也曾参加1988年夏季奥林匹克运动会。